# Drolshagen

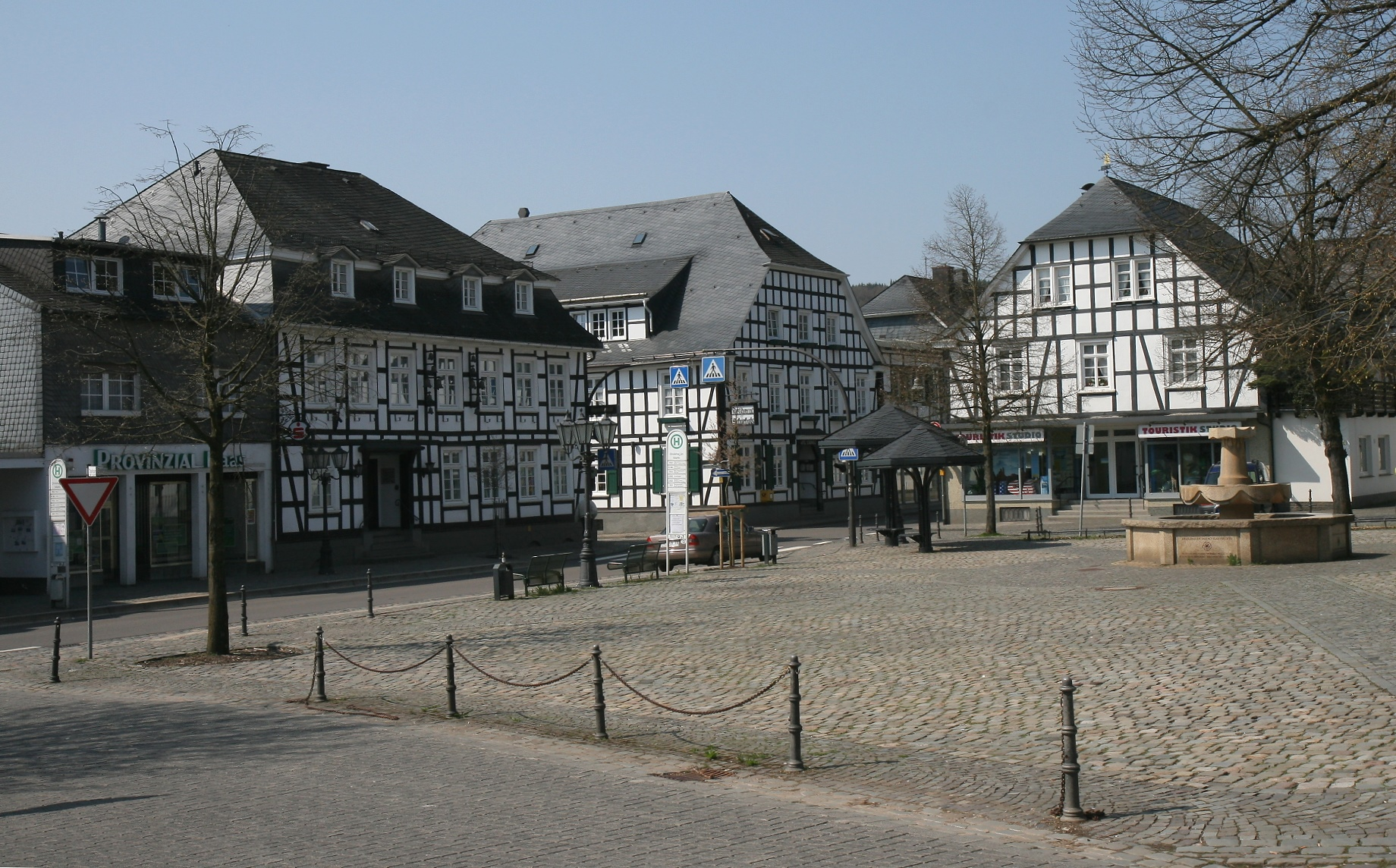

Drolshagen är en kommun och ort i Kreis Olpe i Regierungsbezirk Arnsberg i förbundslandet Nordrhein-Westfalen i Tyskland.